# José de Morales y Ugalde
Tomás José de Morales y Ugalde (Lima, 15 de octubre de 1765 – ib., 4 de enero de 1841) fue un político y diplomático peruano. Prócer de la Independencia del Perú, fue enviado como ministro plenipotenciario ante la corte imperial de México (1823). Fue luego ministro interino de Gobierno y Relaciones Exteriores en 1825 y ministro de Hacienda del Perú en 1827. En este último cargo hizo el primer esbozo de presupuesto de la República.

## Biografía
Sus padres fueron José Francisco Morales de Deón (receptor del Tribunal del Santo Oficio de la Inquisición de Lima en el Perú) y Mariana de Ugalde y Arenaza. En 1795 era oficial mayor de la Contaduría General de Tributos. En 1796 pasó a ser oficial octavo de la secretaría de cámara del virrey y de la capitanía general del Virreinato, ascendiendo a oficial mayor durante el gobierno del virrey Joaquín de la Pezuela. Por entonces mantuvo una clandestina comunicación con los patriotas, a quienes transmitió los planes de las autoridades. Asimismo, en reiteradas ocasiones acogió en su casa a los perseguidos.
Fue uno de los firmantes del acta de Declaración de Independencia que el pueblo limeño aprobó en sesión de cabildo abierto el 15 de julio de 1821. El 10 de enero de 1822 fue incorporado a la Sociedad Patriótica; tres meses después leyó ante ella un discurso sobre las causas que habían retrasado en Lima la revolución emancipadora.
Pasó a México como enviado extraordinario de la República del Perú, siendo solemnemente recibido en la corte de Agustín de Iturbide el 23 de enero de 1823. Unos días después se ofreció en su honor un banquete al que concurrieron más de 50 personas. Pero poco después puso fin a su misión pues el gobierno peruano no pudo atender los gastos de su legación, debido a la terrible crisis política desatada en el Perú, sumada al derrocamiento de Iturbide.
De regreso en el Perú, fue nombrado oficial mayor del Ministerio de Gobierno y Relaciones Exteriores, primero como interino y luego como titular. Del 19 a 28 de junio de 1825 fue ministro interino de dicho portafolio. Eran los días de la dictadura de Bolívar en el Perú. El 10 de octubre de 1825 fue condecorado con la medalla cívica con el busto del Libertador.
Tras la reacción antibolivariana de febrero de 1827 integró la Junta de Gobierno presidida por el general Andrés de Santa Cruz, en calidad de ministro de Hacienda, cargo en el que permaneció hasta el inicio de la presidencia constitucional del general José de La Mar (junio de 1827). De su breve paso en dicho ministerio se recuerda la realización del primer esbozo del presupuesto de la República, es decir, la determinación de los gastos o egresos por un lado, y las rentas o ingresos por otro. Los ingresos calculados entonces fueron de 5.203.000 pesos y los egresos de 5.152.000, dando un saldo o sobrante de 51.000 pesos. Pero este presupuesto no llegó a ser aprobado por el Congreso.
Sus últimas funciones fueron la de Contador General de Valores y la de juez de balanza en la Casa de Moneda.
| Predecesor: Tomás de Heres      | Ministro de Gobierno y Relaciones Exteriores del Perú (interino) 19 de junio de 1825 a 28 de junio de 1825 | Sucesor: Hipólito Unanue             |
| Predecesor: José María Galdeano | Ministro de Hacienda del Perú 28 de febrero de 1827 a 10 de junio de 1827                                  | Sucesor: Francisco Javier Mariátegui |